# Podlahové topení
Podlahové topení se řadí do skupiny velkoplošného vytápění, spolu se stěnovým a stropním vytápěním. Může být buď teplovodní, teplovzdušné nebo elektrické. Díky nízké povrchové teplotě otopné plochy tento systém patří mezi nízkoteplotní otopné soustavy.
- Podlahové teplovodní vytápění umožňuje přesně nastavit průběh profilu teplot ve vytápěných prostorech pro každý den. Výškový průběh teplot u teplovodních podlahových topných systémů téměř odpovídá fyziologickému ideálu vytápění. Je vhodné ho využít při zapojení s nízkoteplotním zdrojem, jako jsou kondenzační kotle, solární systémy nebo tepelná čerpadla, nejčastěji typu vzduch/voda nebo země/voda.[2]
- Teplovzdušné vytápění není podlahovým vytápěním v pravém slova smyslu, protože jednak není velkoplošným systémem a navíc zcela postrádá sálavou složku.[3]
- Podlahové elektrické vytápění je vhodné pro nízkoenergetické domy, kdy je využíváno možnosti navrhnout řešení přesně odpovídající nízké tepelné ztrátě. Typicky je zajišťováno pomocí topného kabelu, případně uhlíkové fólie, která je inovací topného kabelu.